# Ejército Zapatista de Liberación Nacional

Flagge der EZLN

Die Ejército Zapatista de Liberación Nacional (EZLN, deutsch Zapatistische Armee der Nationalen Befreiung) ist eine überwiegend aus Indigenas bestehende Organisation in Chiapas, einem der ärmsten Bundesstaaten Mexikos, die am 1. Januar 1994 mit einem bewaffneten Aufstand erstmals öffentlich in Erscheinung trat und sich seitdem mit politischen Mitteln für die Rechte der indigenen Bevölkerung Mexikos, aber auch generell gegen neoliberale Wirtschaftspolitik und für autonome Selbstverwaltung einsetzt.
Der Name ist eine Reverenz an Emiliano Zapata, einen der historischen Führer der mexikanischen Revolution, in dessen Tradition sich die EZLN sieht. Daher werden sie auch Zapatistas (oder deutsch Zapatisten) genannt.

## Politische Bedeutung, Ausrichtung

### Einordnung
Die EZLN war die erste linke Guerillabewegung, die nach dem Zusammenbruch der im sogenannten Ostblock zusammengeschlossenen sozialistischen Staatengemeinschaft in Erscheinung getreten ist. In ihren Comuniqués hat sie politische Ziele formuliert, die sich von den staatssozialistischen Vorstellungen gesellschaftlicher Veränderung durch ihre Bezugnahme auf Basisdemokratie unterscheiden. Durch die Nutzung des damals noch neuen Mediums Internet verbreiteten sich die poetischen, metaphernreichen Communiqués ihres Sprechers Subcomandante Marcos vor allem in westlichen Industrienationen.
Im Gegensatz zu anderen Guerillabewegungen geht es im Diskurs der Zapatisten nicht darum, die Macht im Staat zu übernehmen. Stattdessen betonen sie ihren basisdemokratischen Anspruch und zielen auf den allmählichen Aufbau autonomer Strukturen auf kommunaler, munizipaler und regionaler Ebene. Das PR-Geschick des mestizischen Sprechers der Rebellen Subcomandante Marcos, mit dem der Aufbau autonomer Strukturen, indigene Basisdemokratie, Geschlechtergleichheit und Ökologie einer internationalen Öffentlichkeit nahegebracht werden, führte zur Identifikation weiter Teile der globalisierungskritischen Bewegung. Wie diese fordert die EZLN Selbstbestimmung der Menschen und ruft zum weltweiten Kampf gegen die kapitalistische Globalisierung auf.

### Handlungsprinzipien

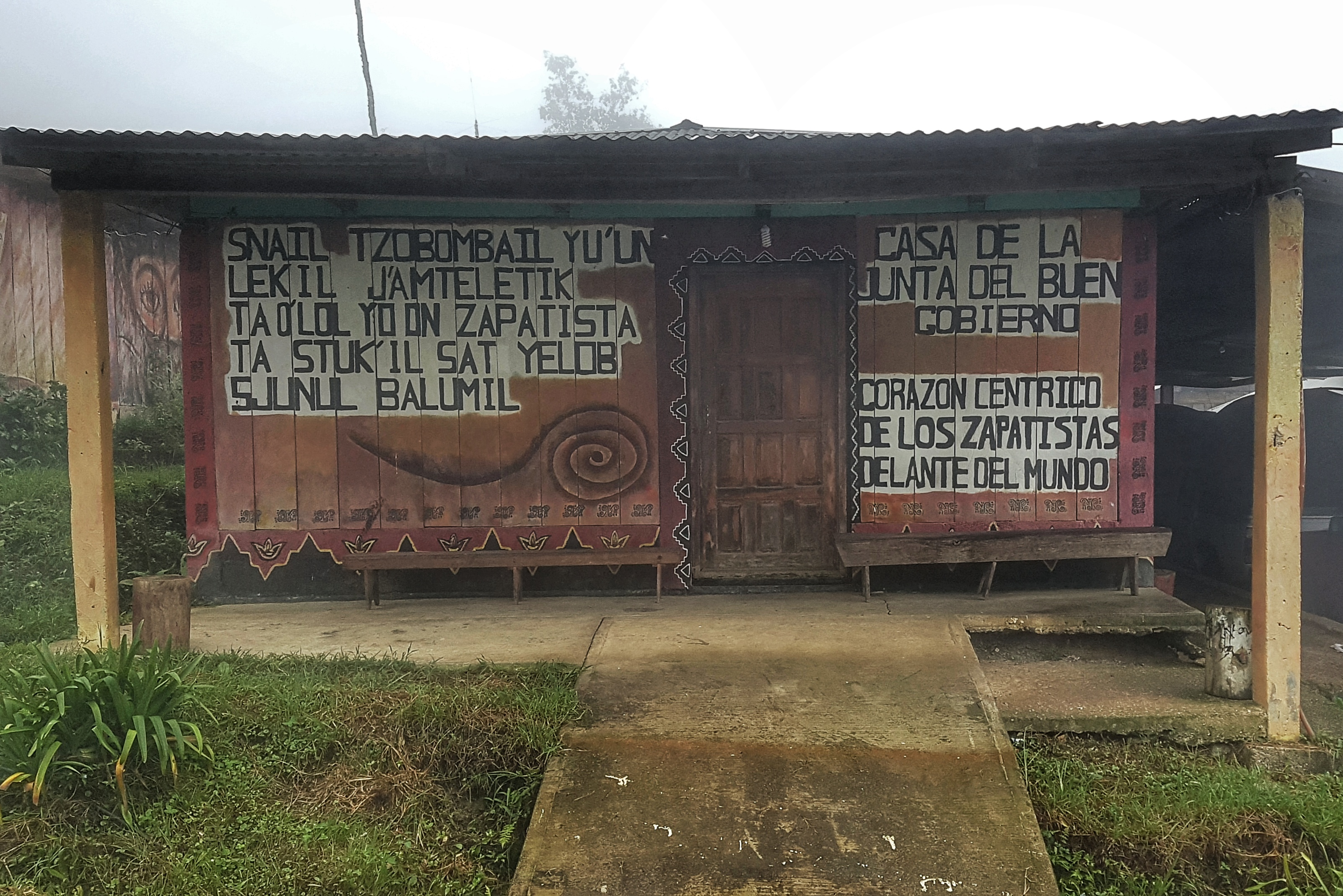
Gebäude des Rats der guten Regierung einer zapatistischen Gemeinde

Die EZLN organisiert sich in klandestinen Gremien und stellte die Autonomie der widerständigen Gemeinden (ehemals: Municipios Autónomos Rebeldes Zapatistas, MAREZ) sicher, übt jedoch keinen alltäglichen Einfluss auf die kommunale Selbstorganisation aus. Kommandeure und Mitglieder der Entscheidungsgremien der EZLN dürfen zeitgleich keine Ämter in den zapatistischen Gemeinden und Räten übernehmen.
Neozapatistas organisieren sich auf lokaler (Großfamilien, Hausgemeinschaften oder Straßenzüge), kommunaler (Dörfer) und regionaler Ebene (Landstriche, Täler) in lokalistisch-direktdemokratischen Räten. Die Gremien der regionalen Verwaltungszentren (Centros de Resistencia Autónoma y Rebeldía Zapatista, CAREZ) wurden seit 2003 auch Caracoles (Schneckenhäuser) genannt, was die radikaldemokratisch-entschleunigte, aber am sozialen Fortschritt orientierte Arbeitsweise der Governance-Struktur betonen soll. In ihnen sind die Juntas de Buen Gobierno (Räte der guten Regierung) als höchste regionale Entscheidungsgremien angesiedelt. Für Mitglieder oberer Gremienstrukturen gilt das Rotationsprinzip. Im November 2023 gab die EZLN wegen erhöhter Spannungen die Auflösung der bisherigen Selbstverwaltung bekannt, an dessen Stelle eine größere Zahl lokaler Entscheidungsstrukturen trete, die sich durch künftig mobil abgehaltene Gremien abstimmen sollen.
Einer der Grundgedanken der EZLN ist das „gehorchende Befehlen“ (mandar obedeciendo), das Treffen von Entscheidungen im Sinne des Willens des Volkes. Die Doktrin besteht aus sieben Prinzipien, nach denen sich Vertreter aller Gremienebenen richten sollen:
1. Schlage etwas vor, aber zwinge nichts auf.
2. Repräsentiere, aber ersetze nicht.
3. Baue, aber zerstöre nicht.
4. Befolge, aber diktiere nicht.
5. Begegne auf Augenhöhe, dominiere nicht.
6. Überzeuge, aber bezwinge nicht.
7. Diene anderen, nicht dir selbst.

Das kollektive Arbeiten, mit einer in Teilen aufgelösten oder demokratisch rückversicherten Arbeitsteilung und einem gemeinschaftlichen Verständnis von Wertschöpfung, wird gemeinhin als Annäherung an das sozialistische Leistungsprinzip Karl Marx’ („Jeder nach seinen Fähigkeiten, jedem nach seinen Bedürfnissen!“) verstanden. Das Motto „Für eine Welt, in der viele Welten Platz haben“ drückt die Verbundenheit zu polyzentrischen und pluriversalen Einstellungen aus. Ein anderes Motto lautet „Fragend gehen wir voran“ und bezeichnet ihre Sicht des Verhältnisses von Theorie und Praxis.

### Mythologie und Schöpfungserzählung
Handlungsprinzipien und Werte der Neozapatistas spiegeln sich in zahlreichen Erzählungen wider, die zum Teil starke Beziehungen zu lokalen Traditionen wie den Tzeltal aufweisen: Viele Abbildungen in zapatistischen Gemeinden beziehen sich auf die Aussage „Wir sind Mais“, nach denen die Götter zunächst Menschen aus Gold schufen, die die beweglicheren Menschen aus Holz zur Arbeit zwangen und ausbeuteten. Erst die Schöpfung der Menschen aus Mais, den Hautfarben nach bunt wie die verschiedenen Sorten der Pflanze, habe eine Gemeinschaft Gleichberechtigter zur Folge gehabt. Mais, Bohnen und Kürbisse sind bis heute zentrale Bestandteile der zapatistischen Subsistenzwirtschaft (milpa). Kaffee wird gemeinhin als externe Einnahmequelle angebaut.
Das Ch'ulel beschreibt Bewusstseinsebenen, die die kollektive Verbundenheit und gegenseitige Wertschätzung und Aufmerksamkeit im Gespräch, aber auch die historische Verwurzelung umfassen. Sie werden als wesentlich für die gemeinschaftliche Entscheidungsfindung und Selbstorganisation in den Gemeinden erachtet. Eng verbunden mit der zapatistischen Erinnerungskultur ist das xWaychinel Lum-K'inal (Vorahnung des Möglichen), das kollektive Utopien und Entwicklungspfade als Synthese von Einzelerfahrungen und Konsensen der Vergangenheit sowie den realen Rahmenbedingungen aufwerfen soll.

## Geschichte

### Gründung 1983
Die EZLN wurde am 17. November 1983 von mexikanischen Metropolenlinken, drei Mestizos und drei Indígenas, in der Selva Lacandona, einem Urwaldgebiet an der Südostgrenze Mexikos als klassisch marxistische und maoistische Befreiungsarmee gegründet, verschmolz aber innerhalb der ersten zehn Jahre ihres Bestehens unterschiedliche Elemente, so dass sie als „Guerilla neuen Typs“ wahrgenommen wurde. Ihre Basis fand die EZLN bei Angehörigen verschiedener Maya-Ethnien der Selva Lacandona, so etwa der Tzotzil, die später in diese Region eingewandert waren. Die für die Region namensgebenden Lacandonen, die in den 1970er Jahren Landtitel von der mexikanischen Regierung erhalten hatten, standen der EZLN hingegen ablehnend gegenüber und sahen die Tzotzil als Bedrohung an.

### Chiapas-Konflikt 1994
Die EZLN wurde erstmals am 1. Januar 1994 der breiten Öffentlichkeit bekannt, dem Tag des Inkrafttretens des nordamerikanischen Freihandelsabkommens NAFTA. Maskierte Kämpfer besetzten gleichzeitig fünf Bezirkshauptstädte im Osten von Chiapas, erklärten der mexikanischen Regierung den Krieg und ihren Willen, bis nach Mexiko-Stadt zu marschieren, um dort die Regierung zu stürzen. Allerdings verfehlten sie das Ziel, eine landesweite Revolution auszulösen. Nach einigen Tagen des Kampfes zogen sich die Zapatisten aus den Städten in die schwer zugänglichen Dschungeltäler zurück, in denen die sie unterstützende indigene Bevölkerung lebt.

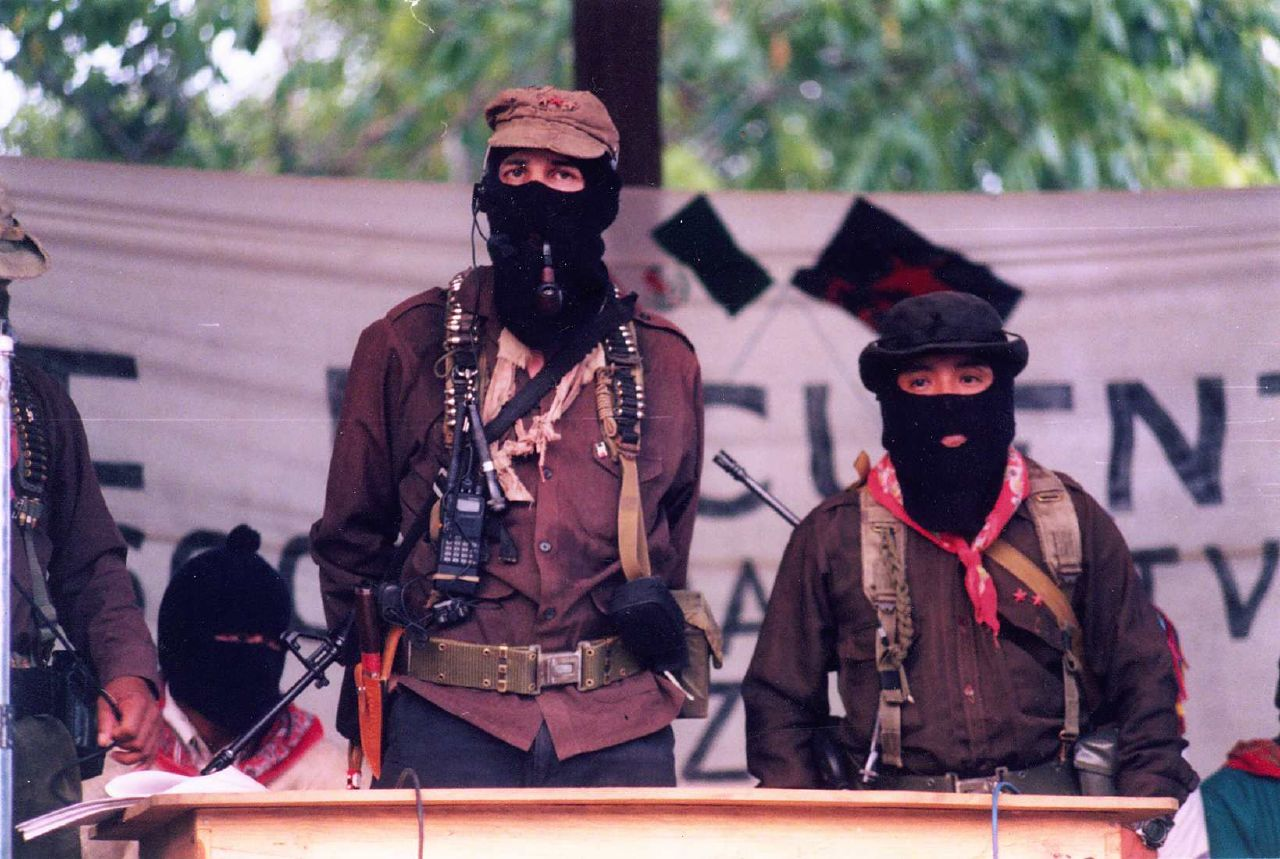
Subcomandante Marcos (links) mit Comandante Tacho in Chiapas (1999)

Nach 12 Tagen bewaffneter Kämpfe im Januar 1994 wurde auf Druck der Zivilgesellschaft in den mexikanischen Großstädten ein Waffenstillstand erreicht. Unter Vermittlung des katholischen Bischofs Samuel Ruiz kam es zu Verhandlungen, die zwei Jahre später zur Unterzeichnung der Verträge von San Andrés führten, die die Aufnahme von Autonomierechten für die indigene Bevölkerung in die mexikanische Verfassung vorsahen. Allerdings wurden diese Verträge trotz einer massiven Kampagne seitens der zapatistischen Rebellen und Teilen der internationalen Zivilgesellschaft nie in die Verfassung aufgenommen. Daher setzte die EZLN im Osten von Chiapas eine De-facto-Autonomie um.

### Gegenmaßnahmen der mexikanischen Armee
Am 9. Februar 1995 folgte ein Überraschungsangriff der mexikanischen Armee, der zum Verlust der territorialen Kontrolle der Regionen Las Cañadas und Selva Lacandona durch die Rebellen führte. Parallel zur Stationierung von mehreren zehntausend Soldaten der mexikanischen Armee entlang der wichtigsten Stichstraßen wurden massiv staatliche Gelder für Infrastruktur- und Entwicklungsprogramme bewilligt, die allerdings nur den regierungstreuen Bewohnern der Region zugutekamen. Die ebenfalls im Rahmen einer groß angelegten Aufstandsbekämpfungsstrategie ins Leben gerufenen paramilitärischen Gruppen haben seitdem immer wieder blutige Überfälle auf zapatistische und sympathisierende Gemeinden durchgeführt. Diese gipfelten im Überfall rechtsgerichteter Paramilitärs in Acteal (Municipio Chenalhó) am 22. Dezember 1997 auf eine zum Gottesdienst versammelte Gemeinde. Die Gottesdienstteilnehmer waren Angehörige der pazifistischen christlichen Tzotzil-Organisation Abejas („Bienen“) und keine Mitglieder der EZLN. Bei dem als Massaker von Acteal bekannten Überfall töteten die Angreifer 45 Menschen, darunter Kinder und schwangere Frauen. Diese Angriffe gehören zur Strategie des „Krieges niederer Intensität“ (Guerra de Baja Intensidad bzw. Low Intensity Warfare), durch welche die EZLN aufgerieben werden sollte.

### Internationale Treffen
Die EZLN lud zweimal zu Interkontinentalen Treffen gegen Neoliberalismus und für Menschlichkeit. Zu ihrem ersten Treffen 1996 kamen ca. 3000 Teilnehmer aus mindestens 54 Ländern nach Chiapas. Um den internationalen Zusammenhang der Kämpfe zu betonen, lud man 1997 zum zweiten Treffen explizit nicht nach Mexiko, sondern ins europäische Spanien.
Mit ihrem Aufruf „ein kollektives Netzwerk all unserer Teilkämpfe und Widerständigkeiten zu schaffen, welches Unterschiedlichkeiten respektiert und Ähnlichkeiten anerkennt“ und so die Welt neu zu erschaffen, fanden die Zapatistas weltweit ebenso Widerhall bei neueren Bewegungen wie mit ihrem radikalen, jedoch auf Gewaltvermeidung bedachten Vorgehen.
Die dort geknüpften Kontakte hatten im Februar 1998 die Gründung von Peoples Global Action (PGA), einem weltweiten Netzwerk zum Informationsaustausch und zur Aktionskoordination zur Folge.

### Entwicklung ab 2000
In den vergangenen Jahren war die EZLN bemüht, ihrer zivilen Basis immer mehr Verantwortung zu übertragen und die militärische Struktur, die nach wie vor für die Sicherheit der Basisgemeinden zuständig ist, von den zivilen Verwaltungsstrukturen abzukoppeln.
Am 9. August 2003 wurden die sogenannten Caracoles gegründet, fünf regionale Verwaltungszentren, in denen die „Juntas der Guten Regierung“ ihren Sitz haben. Die Juntas der Guten Regierung verstehen sich als rotierende, basisdemokratische Regierung, die für alle Belange der jeweiligen Region zuständig ist und auch die Anliegen von Anwohnern bearbeitet, welche nicht zapatistisch sind. Die Zapatisten erklärten den Aufbau der Autonomiestrukturen zum strategischen Schritt, um der ihrer Meinung nach ignoranten offiziellen Politik gegenüber der indigenen Bevölkerung Mexikos entgegenzutreten. Bereits seit 1995 existierten auf kommunaler Ebene 38 autonome Gemeinden, die nun in den fünf Regionen zusammengefasst wurden. Zur Autonomie gehören der Aufbau eines regierungsunabhängigen Gesundheits- und Bildungssystems, einkommenschaffende Projekte sowie Infrastrukturprojekte. Eine eigene Gesetzgebung, z. B. zum Schutz der Tropenwälder, ist in Arbeit. Frauen werden durch die 1994 verkündeten „Revolutionsgesetze“ bedeutend mehr Freiheiten und Selbstbestimmungsrechte zugestanden, als dies real in der Region zuvor der Fall war. Die zapatistische Autonomie hat in mehreren mexikanischen Bundesstaaten Nachahmer gefunden.

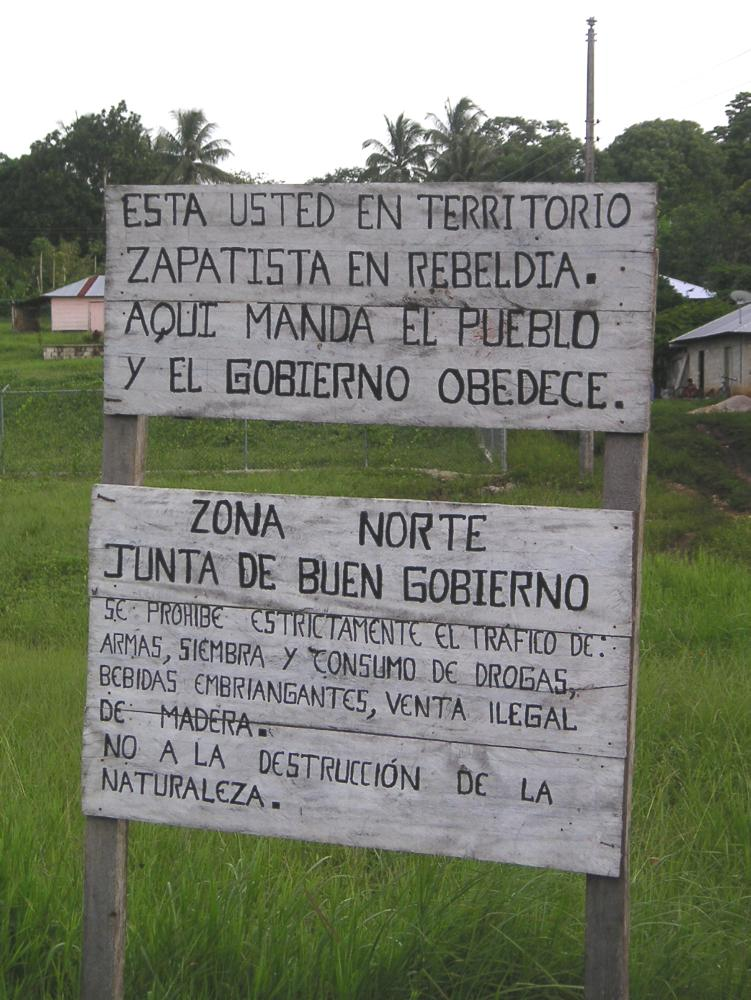
Schild im zapatistischen Rebellengebiet

Im Juni 2005 wurde bekannt, dass der Fußballclub Inter Mailand eine Herausforderung der EZLN zu einem Fußballmatch angenommen hatte.
Ebenfalls im Frühsommer 2005 rief die EZLN nach einer kurzen Phase des „roten Alarms“ und einer internen Umfrage national und international dazu auf, gleichzeitig zum Präsidentschaftswahlkampf in Mexiko eine breite, vielseitige Kampagne aller linken Basisorganisationen loszutreten. Grundlage der „anderen Kampagne“ ist die 6. Erklärung aus dem Lakandonischen Urwald. Mit ihr geht u. a. eine Absage an das gesamte Parteiensystem Mexikos einher – stattdessen setzen die Zapatisten auf außerparlamentarische Mobilisierung.
In einer Reihe von Treffen zwischen August und September 2005 traf eine Kommission zapatistischer Kommandanten mit zahlreichen Gruppierungen der mexikanischen Linken zusammen, um deren Anliegen, Selbstdarstellungen und Kämpfe kennenzulernen. Mitte September wurde auf einer ersten Plenarsitzung der „anderen Kampagne“ bekanntgegeben, dass für 2006 zwei Rundreisen durch alle mexikanischen Bundesstaaten geplant sind, um landesweit Strukturen für die Kampagne aufzubauen.
Zunächst bereiste der EZLN-Sprecher, der sich Subcomandante Marcos nannte, ab 1. Januar 2006 das ganze Land, um lokale Gruppen, Organisationen und Problematiken kennenzulernen. Das zunächst im Juni 2006 geplante Ende der Reise, verschob sich aufgrund der Vorfälle in San Salvador Atenco um mehrere Monate. In einer zweiten Phase, die am 25. März 2007 begann, machen Delegierte aller an der „anderen Kampagne“ beteiligten Organisationen zusammen mit einer Delegation der Zapatisten eine Rundreise mit dem Ziel, ein ziviles landesweites Kampfprogramm gegen das derzeitige politische System zu entwickeln. Die „andere Kampagne“ ist begleitet von Demonstrationen und Märschen. Im Rahmen der „anderen Kampagne“ tritt Subcomandante Marcos mit dem Titel Delegado Zero auf.

## EZLN heute
Seit dem Aufstand von 1994 und parallel zu ihren Bemühungen für den Aufbau autonomer Strukturen in Chiapas tritt die EZLN mit verschiedenen zivil-politischen Initiativen für eine Verbesserung der Lage der indigenen Bevölkerung, eine Sozialisierung der mexikanischen Volkswirtschaft und die Demokratisierung Mexikos ein.
Strukturell stellt die EZLN eine indigene Bauernmiliz dar. Einen wichtigen Anteil an der militärischen Struktur stellen die milicianos (Milizionäre), Kleinbauern, die weiter auf ihren Feldern arbeiten und im Bedarfsfall mobilisierbar sind. Den harten Kern stellen etwa 3000 insurgentes („Aufständische“). Unterstützt und getragen wird diese Struktur von der base de apoyo (der zivilen Unterstützungsbasis), als der weitaus größten Gruppe (mehrere zehntausend). Das oberste Entscheidungsgremium der EZLN, die „Kommandantur“ (CCRI-CG – Geheime revolutionäre indigene Komitees – Generalkommandantur), besteht aus Vertretern der Dorfgemeinschaften. Der Frauenanteil der zapatistischen Armee beträgt ungefähr ein Drittel.
Die EZLN wird nach wie vor bedroht und immer wieder angegriffen, einerseits von rechtsgerichteten Paramilitärs, denen die EZLN Verbindungen zum Militär und zur Regierung nachsagt, welche in der Vergangenheit auch belegt wurden, sowie von der Regierung selbst, aber auch von noch 1994 alliierten Bauernorganisationen, mit denen sich die zapatistischen Gemeinden inzwischen um ehemals gemeinsam besetztes Land streiten. Immer wieder zog sich die Führung der EZLN aus der Öffentlichkeit zurück, um sich auf eine drohende Eskalation des bewaffneten Konflikts vorzubereiten, trat aber zum Jahreswechsel 2008/2009 im Caracol Oventic wieder vor einem Publikum internationaler Unterstützer auf.
Im Dezember 2012 besetzten zehntausende Zapatisten zentrale Marktplätze von Ocosingo, San Cristóbal de las Casas und Las Margaritas, und liefen nach Comítan, alles Städte, die sie während des zapatistischen Aufstandes im Jahr 1994 eingenommen hatten. 2018 unterstützte die EZLN die Kandidatur der Ärztin Marichuy, der ersten indigenen Präsidentschaftskandidatin Mexikos. 2019 gab die EZLN die Einrichtung sieben neuer Caracoles und vier autonomen Landkreisen bekannt. Dies entspreche einer Verdoppelung des zuvor bestehenden Einflussbereiches.
2021 startete eine Delegation der EZLN eine aus Stationen in über 30 Ländern bestehende Rundreise durch Europa; unter ihnen auch das erste transsexuelle EZLN-Mitglied, das europäischen Boden betrat. Die Überquerung des Atlantiks an Bord des unter deutscher Flagge fahrenden Segelschiffs La Montaña soll als Umkehrung der europäischen Conquista verstanden werden und den Austausch mit der gemeinen Bevölkerung sowie gleichgesinnten Kollektivbetrieben fördern.
Ein Leak des mexikanischen Verteidigungsministeriums (SEDENA) wies 2022 unter anderem eine regelmäßige Überwachung der Zapatistas durch den mexikanischen Militärgeheimdienst nach. Besonderer Fokus sei dabei der Protest der EZLN und anderer gegen das auf Tourismus fokussierte Eisenbahnprojekt Tren Maya sowie solidarische internationale Influencer und Verbündete.
Die Zapatistas selbst aber auch Menschenrechtsorganisationen berichten bis heute von regelmäßigen Angriffen Unbekannter und Söldner, bei denen wiederholt Dorfbewohner und Mitglieder der EZLN getötet wurden. Spekulationen über mögliche Auftraggeber reichen von vertriebenen Großgrundbesitzern über Drogenkartelle bis hin zu Kreisen um den damals amtierenden mexikanischen Präsidenten Andrés Manuel López Obrador.
Anfang 2023 sprachen die Zapatistas des Caracol 11 ihre Solidarität mit den Protesten gegen den Abriss Lützeraths in Nordrhein-Westfalen aus. Aufgrund vermehrter Entführungen und Angriffe kündigten die Zapatista im November 2023 die Auflösung und Neuordnung ihrer Selbstverwaltung bekannt. Paramilitärs wie die ORCAO brächten den Süden Mexikos an den Rand eines Bürgerkriegs.

## Frauen in der EZLN
Frauen hatten durch ihre Teilnahme als bewaffnete Aufständische und zivile Unterstützerinnen einen wesentlichen Einfluss in der EZLN. In den 1990er Jahren waren ein Drittel der aufständischen Aktivistinnen und über die Hälfte der zapatistischen Unterstützungsbasis, den „bases de apayo“, Frauen gewesen. Gleichstellung der Geschlechter und die Rechte der Frauen waren zentrale Inhalte der EZLN – Ideologie. Den jungen Kämpferinnen der EZLN standen zwischen der emanzipierten Guerilla und dem oft noch sehr traditionellen Alltag in den Dörfern. Anfangs befand sich die Mehrheit der weiblichen Aufständischen in den weniger organisierten lokalen Milizen, entschied sich aber später, sich der eigentlichen EZLN anzuschließen. Es gab Familien- und Kinderbetreuung für Kämpferinnen, aber diejenigen, die schwanger wurden, gingen entweder nach Hause oder beließen das Kind mit ihren Eltern. In den aufständischen Lagern teilen Männer und Frauen die Koch- und Reinigungsaufgaben gleichermaßen. Auf der Unterstützungsebene agierten Frauen, die in der Regel älter waren oder Familien hatten. Diese zivilen Frauen warnte die Kämpfer mit Funksprüchen zu Bewegungen der Bundestruppen, sie nähten Uniformen und versorgten die Aufständischen mit Essen und Trinken.
Die Zapatisten waren die erste Guerillabewegung, welche die Frauenbefreiung als Teil der Agenda für den Aufstand innehatte. Die EZLN hatte ihren ersten Auftritt auf der nationalen und internationalen Szene mit der Besetzung der alten kolonialen San Cristobal de las Casas sowie sechs weiteren Städten in Chiapas am 1. Januar 1994, die mit dem Inkrafttreten des Nordamerikanischen Freihandelsabkommens durch Mexiko zusammenfielen. Die „Hauptdarstellerin“ Ana María befehligte zu Beginn des zapatistischen Aufstandes nicht nur Einnahme der Stadt San Cristóbal de las Casas, sondern war auch eine der Frauen, die an der Schaffung des Revolutionären Frauengesetzes vom 8. März 1993 beteiligt waren. Die Forderungen des Frauengesetzes umfassen unter anderem das Recht auf Arbeit und gerechte Entlohnung, das Recht auf freie Partnerwahl statt Zwangsverheiratung, sowie die Kontrolle des eigenen Körpers und der Kinderzahl (was nicht die Möglichkeit der Abtreibung einschließt). Weitere Forderungen sind die machtvolle stimmberechtigte Partizipation in den kommunitären Gremien und in der Guerilla, das Recht auf Bildung und auf körperliche Unversehrtheit (so auch eine Bestrafung von gewalttätigen Männern innerhalb und außerhalb des Familienkreises). Das Frauenrevolutionsgesetz bemühte sich, die „traditionelle patriarchale Herrschaft“ zu ändern.
Ana Maria wurde 1969 im Hochland von Chiapas als Tzotzil geboren. Sie nahm bereits mit acht Jahren an friedlichen Protesten teil. Nach dem Beitritts des Bruder zur EZLN, meldete sich die dreizehnjährige Ana María und wurde eine der ersten Frauen, die sich anschlossen. Während des zapatistischen Aufstands in San Cristobal de Las Casas kommandierte Major Ana Maria ein Bataillon von 1.000 Mann und leitete die Beschlagnahme des Stadtpalastes und wurde zum Infanterie-Major in den höchsten militärischen Rang befördert. Als Mitglied des Indigenen Kommunistischen Revolutionskomitees (spanisch: Comité Clandestino Revolucionario Indigena, CCRI) forderte sie von der der Bundesregierung den Truppenrückzug aus dem von der EZLN kontrollierten Land. Ana María lud zum Jahreswechsel 2007/2008 nach La Garrucha, einem kleinen indigenen Dorf in Chiapas, zum Internationales Frauentreffen mit rund 3.000 Teilnehmerinnen unter dem Slogan „Das Recht glücklich zu sein“ ein. Im März 2011 trat Ana María dem Marsch für die „Farbe der Erde“ bei (spanisch: „La Marcha por el Color de la Tierra“). Ziel war die Verteidigung des Abkommens von San Andrés, um die mexikanische Regierung dazu verpflichteten, indigene Rechte und Autonomie in der Verfassung anzuerkennen.
Eine weitere bedeutende Aktivistin des EZLN mit dem Kampfnamen „Comandante Ramona“ sprach nur Tzotzil und benutzte Dolmetscher, um zwischen Tzotzil und Spanisch zu übersetzen. Ramona arbeitete in den Gemeinden mit politischer Organisation, war aber nicht direkt an Kämpfen beteiligt. Im Februar 1994 nach dem ersten Aufstand nahm Ramona an Friedensgesprächen teil und war Verhandlungsführerin mit der mexikanischen Regierung. Ramona starb am 6. Februar 2006 im Alter von vierzig Jahren an Nierenkrebs. „Comandanta Esther“ als hochrangige Frau in der EZLN wurde als militärische Sprecherin für ihre Rede mit der offiziellen Botschaft des geheimen Revolutionären Indigenen Komitees (CCRI) der EZLN im Kongress der Union am 28. März 2001 im Legislativpalast von San Lázaro bekannt, in der sie für die verfassungsmäßige Anerkennung der indigenen Völker sprach. Sie erlebte eine schwierige Kindheit, da ihre Familie unter Armut und Hunger litt. Sie lebte mit ihrer Mutter und mehreren Geschwistern, von denen vier an Nahrungsmangel oder an Krankheiten starben. Sie besuchte als Kind eine Schule, lernte nichts, weil sie die spanische Sprache nicht verstand.
Indigene Frauen in Chiapas wurden in der zweiten Hälfte des 20. Jahrhunderts in einem sehr jungen Alter, in der Regel um dreizehn oder vierzehn, verheiratet. Zukünftige Ehemänner wählten eine Frau aus und die Ehe wurde zwischen den Eltern verhandelt. Primär waren die Ehefrauen für die Kindererziehung und die Haushaltsführung zuständig, kamen aber auch in der Landwirtschaft zum Einsatz. Verheiratete Frauen wurden oft von ihren Ehemännern körperlich und sexuell misshandelt, den indigenen Frauen in Chiapas fehlte es an Zugang zu formaler Bildung, sie lernten normalerweise nicht Spanisch wie viele Männer.  Dies hemmte ihre sozioökonomische Mobilität, weil Spanisch die Hauptsprache ist, die in Städten gesprochen und in Geschäftspraktiken verwendet wird. Erst der Beitritt zur EZLN ermöglichte Frauen einen besseren Zugang zu Bildungsmöglichkeiten, Zapatistas sprachen Spanisch als gemeinsame Sprache zwischen den verschiedenen Maya-Sprachen. So lernten die zapatistischen Frauen Spanisch, auch um lesen und schreiben zu können. Die politische Entwicklung wurde in den 1950er Jahren durch die mexikanische Regierung begründet, die eine Migration aus dem Hochland in das Lacandon-Dschungel-Gebiet begründet. In vielen Fällen zwangen Männer ihre Frauen, sie in den Dschungel zu begleiten. Durch die Vermischung verschiedener ethnischer Gruppen am neuen Standort lernten Frauen andere indigene Sprachen und konnten breiter kommunizieren. Während Männer in den neuen Siedlungsgebieten Arbeit fanden, durften Frauen in der Regel nicht als Lohnarbeiter arbeiten, sondern mussten auf andere Weise Bargeld als Straßenhändlerinnen oder Hausmädchen verdienen. Während die Männer oft schwere Misshandlungen in den Plantagen ertrugen, war körperlicher und sexueller Missbrauch durch Grundbesitzern gegen die Frauen, die in ihren Häusern arbeiteten, üblich. Die Unabhängigkeit, neue Fähigkeiten und Beschwerden, die aus diesen Erfahrungen gewonnen wurden, führten dazu, dass Frauen der EZLN beitraten.
Mit dem „Marsch des Schweigens“ am 21. Dezember 2012, mit 40.000 Menschen der größten Massenmobilisierung seit dem Aufstand 1994, demonstrierten zapatistische Frauen mit dem „Ende des Mayakalenders“ den Beginn einer neuen Phase und knüpften an ihre Traditionen und Kämpfe an. Die Zapatistas hatten sich seit 2006 in der Öffentlichkeit zurückgehalten. Das Kommuniqué stellte die Distanzierung von der etablierten schlechten Politik dar und bekräftige die Zugehörigkeit zum Nationalen Indigenen Kongress. Die Vernetzung mit anderen Akteuren sozialer Bewegungen sollte verstärkt werden.
Am 8. März 2018 veranstalteten die Zapatisten in Chiapas ein feministisches Festival, das „nicht nur eine Gelegenheit zur Schaffung von Bildungs- oder Berufsnetzwerken, sondern auch Raum wurde, um die Gesundheit und das Wohlbefinden als Frau im Kampf für Gerechtigkeit zu berücksichtigen.“ Es gab Aktivitäten, Workshops, Diskussionsrunden und Filmvorführungen bis hin zu Theateraufführungen, Kunstausstellungen und Sportveranstaltungen, einschließlich Basketball- und Fußballspielen. Zu den Themen gehörten geschlechtsspezifische Gewalt, Selbstverteidigung, Selbstfürsorge, Sexismus in den Medien, sexuelle Rechte, Gesundheit und Bildung, Frauenfeindlichkeit und Kindheit, Diskriminierung indigener LGBTQ-Gemeinschaften, Umweltrechtsverteidigerinnen und Entkolonialisierung.

## Rezeption
Insbesondere von der Bewegung gegen Neoliberalismus und kapitalistische Globalisierung (vergleiche Globalisierungskritik) und Popkultur, sowie der akademischen Nachhaltigkeitsforschung wurden und werden die Zapatisten als Vorbild gesehen und stark rezipiert. Die EZLN hat, durchaus gewollt, großen Einfluss auf die Diskussion innerhalb der Internationalistischen Linken, insbesondere mit ihrer radikalen Machtkritik. Der mexikanisch-irische Politologe John Holloway ordnete diverse Handlungsprinzipien der EZLN theoretisch ein und entwickelte sie weiter. Den spanisch-mexikanischen Philosophen Luis Villoro Toranzo, ein Schüler José Gaos, veranlasste der zapatistische Aufstand, für eine Vertiefung der herkömmlichen Demokratie zu plädieren. Die EZLN bezeichnete ihn später als „Lehrer, Vater und Compañero“. Der mexikanische Soziologe Pablo González Casanova, geehrt als Comandante Pablo Contreras, reflektierte den zapatistischen Aufstand wertschätzend akademisch und bezog in späten Lebensjahren ab 2018 vermehrt öffentliche Position für die Zapatista. Daneben beeinflusste die EZLN unter anderem die Commoning-Studien von Peter Linebaugh, Friederike Habermann und Silke Helfrich. Zwischen EZLN und kurdischen Organisationen wie PKK und YPG besteht eine wechselseitige Lernbeziehung, ohne dass sich allzu große Überschneidungen in der Praxis ergeben. Bei der Reise für das Leben nach Europa 2021, begrüßte unter anderem die Partei DiEM25 die Zapatistas in Europa und führt einen öffentlichen Briefwechsel. Das EZLN-Motto „Eine andere Welt ist möglich“ wurde außerdem zum Slogan der globalisierungskritischen Bewegung, insbesondere attac.
Der mexikanische Autor Paco Ignacio Taibo II verfasste 2005 mit EZLN-Führungsfigur Subcomandante Marcos den im Chiapas-Konflikt handelnden Kriminalroman Unbequeme Tote. Bereits zuvor hatte er Romane zur historischen Grundlage der Zapatistas verfasst. Das Autorenkollektiv Wu Ming band den zapatistischen Aufstand in seinen mit Vitaliano Ravagali verfassten Roman Kriegsbeile ein. Der Chaos Communication Congress (18c3) verwendete 2001 einen rot umrandeten Stern mit davor stilisiertem Tastatur-Layout auf schwarzem Grund als Logo. Die der EZLN ähnelnde Flagge findet bis heute Verwendung im Chaos Computer Club (CCC). Manu Chao, Rage Against the Machine, Ska-P, Brujeria, Tijuana No!, Die Goldenen Zitronen und andere internationale Musikkünstler widmeten der EZLN Lieder und Musikalben. Im 2022 erschienenen Musikvideo des als Antwort auf This is America gedachten Liedes This is not America von Residente sind mehrfach an die Neozapatistas angelehnte Frauen mit Sturmhauben und Tracht erkennbar. Die chilenische Sängerin Mon Laferte nahm an einem Treffen der Frauen der EZLN teil. Der mexikanische Schauspieler Gael García Bernal äußerte sich positiv über die EZLN und dankte den Zapatistas. Der italienische Fußballer Javier Zanetti und seine Frau initiierten unter den Mannschaftsmitgliedern von Inter Mailand eine Spendenaktion für zapatistische Gemeinden.

## Parolen (Auswahl)
„Para todos todo, para nosotros nada!“
 – Alles für alle, nichts für uns!
„Otro Mundo es posible!“
 – „Eine andere Welt ist möglich!“
„Democracia, Libertad y Justicia!“
 – Demokratie, Freiheit und Gerechtigkeit!
Wir müssen die Welt nicht erobern. Es reicht, sie neu zu schaffen. Heute. Durch uns!
 – (Subcomandante Marcos: Botschaften aus dem Lakandonischen Urwald)
„Un mundo donde quepan muchos mundos.“
 – Eine Welt, in der viele Welten Platz haben.
„Zapata vive, la lucha sigue!“
 – Zapata lebt, der Kampf geht weiter!
„Preguntando caminamos.“
 – Fragend gehen wir voran. (Motto der EZLN)

## Film
- Ich bin ein Zapatist. 3sat-Dokumentarfilm-Reihe „Fremde Kinder“, Cuini Amelio-Ortiz, 30 Minuten, Mexiko, 1996.
- Tierra de Mujeres. Indigene Frauen im Kampf für ein würdiges Leben. Adriana Estrada, 57 Minuten, Mexiko, 2003.
- Der Aufstand der Würde. Die zapatistische Bewegung in Chiapas/Mexiko. Produktion: Lutz Kerkeling, Doris Siemers, Heiko Thiele, 65 Minuten, Zwischenzeit, Münster, 2007.
- Zapatistas. Das Recht glücklich zu sein. Die Kämpfe der zapatistischen Frauen in Chiapas/Mexiko. Dokumentarfilm, Nikola Siller und Dorit Siemers, 39 Minuten, Mexiko/Deutschland, 2010.
- Café Rebeldia Dokumentarfilm, Buch und Regie: Jan Braunholz, 75 Minuten, Mexiko, 2012.
- People without Faces Dokumentarfilm, 60 Minuten, Russland/Mexiko, 2016.
- La Montaña. Dokumentarfilm über die „Reise für das Leben“. Diego Enrique Osorno, Mexiko, 2023.